# Tilia ledebourii
Tilia ledebourii là một loài thực vật có hoa trong họ Cẩm quỳ. Loài này được Borbás miêu tả khoa học đầu tiên.